# Commiphora alaticaulis
Commiphora alaticaulis là một loài thực vật có hoa trong họ Burseraceae. Loài này được J.B.Gillett & Vollesen mô tả khoa học đầu tiên năm 1985.